# Deborah Washington Brown
Pour les articles homonymes, voir Washington et Brown.
Deborah Washington Brown née le 3 juin 1952 et morte le 5 juin 2020 est une informaticienne afro-américaine et une chercheuse en reconnaissance vocale qui travaille chez AT&T Bell Labs et dans d'autres entreprises pendant de nombreuses années sur la reconnaissance vocale. Elle est la première femme noire à obtenir un doctorat en informatique (qui faisait alors partie du programme de mathématiques appliquées) à l'université Harvard en 1981, et l'une des premières informaticiennes noires à obtenir un diplôme de doctorat aux États-Unis.

## Enfance et éducation
Deborah Brown nait sous le nom de Deborah Blanche Washington le 3 juin 1952 à Washington D. C.. Ses parents sont Deborahet Edwin  Elle est la plus jeune des 4 enfants du couple (avec un frère jumeau Melvin Charles Washington). Elle fait ses études secondaires à la National Cathedral School 1966-70. Elle fait ses études secondaires à la National Cathedral School 1966-70. Elle est admise au New England Conservatory of Music en 1970 pour poursuivre son rêve de devenir pianiste classique, mais quitte en 1971 pour le Lowell Technological Institute après avoir été dissuadée de ses perspectives. Elle obtient une licence avec mention en mathématiques à Lowell en 1975. Elle obtient une maîtrise en 1977 et un doctorat en 1981 en mathématiques appliquées à l'université Harvard, conseillée d'abord par Harry R. Lewis, puis par Tom Cheatham. Sa thèse intitulée The solution of difference equations describing array manipulation in program loops portait sur La solution des équations de différence décrivant la manipulation des tableaux dans les boucles de programmes. Elle est élue maréchale de cérémonie lors de la remise de diplôme à Harvard.

## Carrière dans l'informatique
Le premier emploi de Deborah Brown est chez Norden Systems, où elle développe des logiciels pour la technologie de défense antimissile. À la fin des années 1980, elle rejoint AT&T Bell Labs en tant que membre du personnel technique, puis membre principal du personnel technique. Sa carrière dans le domaine des technologies vocales s'est poursuivie dans d'autres entreprises jusqu'à son décès en 2020.
Au cours de sa carrière, Deborah Brown est à l'avant-garde de nombreuses applications de la reconnaissance vocale, et ses contributions au domaine sont visibles en partie grâce aux 11 brevets américains dont elle est l'inventeur. Il s'agit notamment de méthodes de collecte de données utilisant la reconnaissance vocale automatique (RVA) au lieu d'agents humains, de méthodes de correction des erreurs de RVA dans la reconnaissance de l'identité de l'utilisateur (numéros ou noms) par téléphone à l'aide de matrices de confusion, d'innovations dans la génération et l'élagage de grammaires pour la RVA, de méthodes d'identification des réponses de l'appelant spécifiques à l'invite, de méthodes multiples d'identification des erreurs de reconnaissance des numéros de compte de l'utilisateur dues à des problèmes de RVA à l'aide de matrices de confusion des réponses possibles, d'un routeur d'appels en langage naturel et d'un système permettant de relier l'interaction de chat en texte à un système de réponse vocale interactif à commande vocale,,,,,,,,,,.

## Vie personnelle
En plus de ses réalisations technologiques, Deborah Brown est également une pianiste classique accomplie. Parallèlement à sa carrière dans l'informatique, Deborah Brown continue à étudier et à enseigner le piano, jouant au Carnegie Hall et excellant dans les concours.